# Nanteuil-le-Haudouin
Nanteuil-le-Haudouin je francouzská obec v departementu Oise v regionu Hauts-de-France. V roce 2010 zde žilo 3 516 obyvatel. Je centrem kantonu Nanteuil-le-Haudouin.

## Vývoj počtu obyvatel
Počet obyvatel 